# Hrušćica
Hrušćica je naselje u općini Rugvica u Zagrebačkoj županiji.

## Zemljopis
Naselje je smješteno 10 km zapadno od Rugvice, i 14 km jugozapadno od Dugog Sela, na cesti Dugo Selo-Rugvica-Ivanja Reka. Nalazi se na starom rukavcu lijeve obale rijeke Save. 

## Stanovništvo
U naselju živi 168 stanovnika (2001.) u 49 kućanstava.
Broj stanovnika: 
- 1981.: 114 (32 kućanstava)
- 1991.: 123
- 2001.: 168 (49 kućanstava)

| broj stanovnika | 102   | 107   | 123   | 147   | 147   | 154   | 144   | 142   | 141   | 132   | 124   | 124   | 117   | 123   | 168   | 176   | 166   |
|                 | 1857. | 1869. | 1880. | 1890. | 1900. | 1910. | 1921. | 1931. | 1948. | 1953. | 1961. | 1971. | 1981. | 1991. | 2001. | 2011. | 2021. |

## Povijest
Stanovnici sela nekada su bili kaptolski kmetovi. Od 1850. godine Hrušćica je u sastavu Kotara Dugo Selo, od šezdesetih prošlog stoljeća u općini Dugo Selo, a od 1993. u sastavu je općine Rugvica. Nekada je pripadalo župi Šćitarjevo, i mrtvace bi prevozili čamcima preko rijeke Save u groblje u Šćitarjevu. Danas pripada rimokatoličkoj župi Svetoga Ivana Krstitelja  iz susjedne Ivanje Reke, Resnički dekanatu Zagrebačke nadbiskupije.